# 中波放送
中波放送（ちゅうはほうそう）は、（電波の、周波数に依る（波長に依る）分類のひとつである）中波による放送である。
日本では、放送法第2条第16号に「『中波放送』とは、五百二十六・五キロヘルツから千六百六・五キロヘルツまでの周波数を使用して音声その他の音響を送る放送をいう。」と、また、総務省令電波法施行規則第2条第1項第24号に「『中波放送』とは、五二六・五kHzから一、六〇六・五kHzまでの周波数の電波を使用して音声その他の音響を送る放送をいう。」と定義している。放送法施行規則別表第5号第5放送の種類による基幹放送の区分（1）にもあるので、基幹放送の一種でもある。

## 概要
振幅変調（AM：Amplitude Modulation）により、主として各国で国内の放送に用いられるが、近距離向けの国際放送に用いられる場合も珍しくない。「AM放送」、「AMラジオ」などがあり、大抵狭義のAM放送も中波放送のみを指している。周波数変調（FM：Frequency Modulation）による超短波放送（FM放送）と対比して呼ばれることも多い。FM放送が普及する前は中波放送と同じ振幅変調を用いた地上波ラジオ放送である短波（SW：Short Wave）による短波放送および、高緯度地域での長波（LW：Long Wave）による長波放送と対比して、中波の英略語であるMW（Medium Wave）と呼ばれる。極初期のラジオ放送は中波しかなかったことから、BC（BroadCast：放送）と表示された。なお、国内向けラジオ放送は1950年代まで中波放送しかなかった名残から、局名に「FM」を含むことが多い超短波放送に比べ、局名に「AM」を含む中波放送局は世界的にみても少数派となっている。
無線での音声放送を世界で初めて実現したのは、1906年、アメリカマサチューセッツ州でのカナダ人レジナルド・フェッセンデンの無線局によるものだが、これは長波放送だった。以後、世界各地で試験的なものが行われるが、商業放送として最初に免許を受けたのはウェスティングハウス電気製造会社が1920年11月2日にペンシルベニア州ピッツバーグで放送を開始したKDKAで、同社の無線技術者フランク・コンラッドが設計した。これは中波放送であり、初の民間放送でもある。
国際電気通信連合（ITU）は、放送用として526.5 - 1606.5kHzを分配している。周波数は、第1地域（アフリカ・ヨーロッパ）、第3地域（アジア・オセアニア、ただしハワイ除く）では531 - 1602kHzの9kHz間隔で9の倍数（例えば文化放送1134kHzの次がKBS京都1143kHz）、第2地域（北アメリカ・南アメリカとハワイ）では530 - 1600kHzの10kHz間隔である。かつては全地域が10kHz間隔で、1978年11月23日0時1分（UTC）から9kHz間隔となった。日本では日本時間23日5時から9時1分（UTCにおける22日20時から23日0時1分に相当）までは名目上は「試験電波」扱いとして放送した。
また、地域により差異はあるが2300 - 2498kHzの範囲は放送用を含めた用途に分配しており、赤道近辺の熱帯地域において周波数間隔5kHzで国内放送に用いられる。俗にトロピカルバンドと呼ばれ、中波であるが短波放送に分類されるのが通例である。これは低周波数では空電によるノイズが多いための措置であり、日本では放送用に割り当てられていない。
中波は、昼間は電離層の下部（D層）に吸収されるため長距離には届かず、放送対象地域内において、昼間での受信範囲に考慮した空中線電力となっている。夜間はD層が消失しE層からの反射が届くので、遠方の放送が聞けるようになる反面混信が起こりやすい欠点がある。日本でも夜間は近隣諸国との放送が混信するため、周波数によっては聞きにくくなる。さらにはヨーロッパやアフリカの放送が受信できたり、逆にヨーロッパやアフリカで日本の放送が受信できることもある。このように海外の電波が日本に届くため、中国国際放送や（中国）KBSワールドラジオ（韓国）や朝鮮の声放送（北朝鮮）の日本向け日本語放送で、夜間などの時間帯によっては中波でも放送している。
伝送周波数の帯域幅が狭く（占有周波数帯幅の許容値は15kHz）、FM放送に比べて低音質である。また、変調方式の特性としてノイズ等に耐性が弱い。特に送信所から遠い場所、一部の家電品の近くや雷発生時に起きやすい。これは同じAMによる長波・短波放送も同様である。そのため、スポーツ実況中継・ニュース・交通情報などの情報を提供するような生番組やトーク番組が主に放送されている。
受信機の回路構成が単純で済み、電波が減衰し音質は悪くなるが、送信所から遠方の地域でも聴取可能であるため、高額な設備投資や維持が出来ないような発展途上国でも標準的に利用されている（超短波は遠方まで届きにくく、近傍に大出力の送信所がある場合には、弱いFM波は完全に抑圧されてしまうのが欠点）。一方で、古い設備が使用され続けており、多くの放送局では設備更新を行う必要がある。先進国ではFM放送の受信機も中波放送と同程度に普及しており、FM放送はノイズ混入が少ないため音質が明瞭である事などを理由に、設備更新の際に中波放送からFM放送に転換する放送局もある。また、FM放送でサイマル放送することもあり、日本ではFM補完放送または受信障害対策中継放送（通称：ギャップフィラー）による。
一部の国では、位相変調を用いたステレオ放送、デジタル化対応が行われている（日本でも一部で行われたが普及しなかった）。詳細はAMステレオ放送およびデジタルラジオ#放送技術の規格を参照。

## 日本
略史にも見るようにかつて法令上は、単に放送または標準放送と呼ばれていた。無線電信法下の時代はもちろん、電波法制定時であっても国内放送で実用されていたのは、中波放送のみだったからである。
地上基幹放送として日本放送協会（NHK）と民間放送事業者（民放）が国内放送を実施している。これらの事業者は特定地上基幹放送事業者である。
放送対象地域による区分としては、1道県内（一部は2府県内）を対象とする県域放送と3以上の都府県を対象とする広域放送がある。但し、隣県の県域放送が受信できる県は珍しいものではなく、広域放送の地域並みまたはそれ以上の数の放送が受信できる県も、青森県、静岡県、香川県、徳島県、山口県、佐賀県など多数ある。
呼出符号（コールサイン）は、NHKラジオ第1放送がJO*K、JO*G、JO*P、JO*Q、NHKラジオ第2放送がJO*B、JO*C、JO*D、JO*Z（一部はマルチメディア放送や実用化試験局に指定）。民放の親局はJO*R、JO*F（一部はテレビジョン放送単営局に指定）である。このほかに民放の中継局にはJO*O、JO*E、JO*W（一部は外国語放送局に指定）、JO*L、JO*M、JO*N、JO*S（JO*L、JO*M、JO*Sの一部はテレビ単営局に指定）が指定されている（「*」は英字）。呼出符号を持つ中継局では、親局とは別に独自の番組を放送したり、CMを独自のものに差し替えることもある。
ステレオ放送は、NHKが試験放送に留まり一部民放のみの実施であったことやモノラル放送に比べ感度が劣ること、放送設備や受信機にコストがかかることなどから普及せず、設備更新に伴い廃止する事業者が続出している。デジタル化は行われていないが、地上デジタル音声放送（ISDB-TSB方式）の試験放送で一部の局のサイマル放送が行われたことはある。
上述のように混信やノイズに弱いところから、ケーブルテレビや東海道・山陽新幹線の車両内などではFM放送波に周波数変換して再送信するのが通例である。但し、都営地下鉄や札幌ドーム、地下街や道路トンネルなどの遮蔽された空間では高周波利用設備により周波数変換することなくできる。これについてはミニFMを参照。この他、国内線の一部の航空機内でもラジオ第1放送が再送信される。
特殊なものとして特定者に向けた放送と称するものがあるが、これらは電波法令上は特別業務の局による同報通信であり、地上基幹放送局による地上基幹放送ではない。また、放送法令上の放送でもない。
路側通信
路側放送と通称される。道路管理者・警察が1620kHz（一部で1629kHz）で行う。ハイウェイラジオ・道路情報ラジオなどとも呼ばれ、付近の道路状況等を案内する。高速道路等で路側のワイヤー型アンテナから送信しており、カーラジオなどで受信できる。
海上交通情報（MARine Traffic Information Service）
略称のMartis（マーチス）として知られる。海上保安庁が海上交通センターから海上交通情報や気象・海象情報を送信する。周波数は1651kHz、1665kHz、2019kHz。
潮流放送
一部の海上交通センターが、特定の海峡を航行する船舶に対し潮流の状況を送信する。 周波数は1655kHzと1625.5kHz。1655kHzではモールス信号でも送信する。
その他、かつて海上保安庁は灯台などの航路標識事務所から船舶気象通報（通称：灯台放送）を送信していた。海事関係の同報通信の内、1600kHz台のものは放送周波数帯の直上にあるため、バリコンを用いたラジオなら旧式のものでは可変範囲の余裕にあり受信できたが、現行機種ではソニーなどの一部のものに限られる。全搬送波単側波帯（電波型式はH3E）の上側波帯（USB）で送信しており、周波数は上側波帯で指定されるので一般的なラジオでは（1.5kHz低い）搬送波周波数に同調して受信する。モールス信号も同様（電波型式はA2A）でBFOなしのラジオでも受信できる。

### 略史
詳細はラジオ#歴史を参照。
- 1923年（大正12年） 放送用私設無線電話規則が制定され、放送局は放送用私設無線電話として法令上の地位を得た。
- 1925年（大正14年） 社団法人東京放送局（JOAK：現在のNHK首都圏局）が放送を開始した。
- 1926年（大正15年） 社団法人日本放送協会が設立された。
- 1950年（昭和25年） 電波法[5]、放送法[6]およびこれらに基づく電波監理委員会規則[7]が制定された。
  - 放送法および電波法施行規則に「標準放送」が「535kcから1,605kcまでの周波数を使用する放送」と定義された。
  - 日本放送協会は、社団法人から特殊法人となった。
- 1951年（昭和26年） 初の一般放送事業者（現：民間特定地上基幹放送事業者）による中部日本放送（現：CBCラジオ）と新日本放送（現：MBSラジオ）が開局した。
- 1959年（昭和34年） 放送法での「標準放送」の定義が「535kcから1605kcまでの周波数を使用して音声その他の音響を送る放送」とされた[8]。
- 1963年（昭和38年）茨城放送（現在のLuckyFM茨城放送）とラジオ栃木（現在の栃木放送）が開局。以後、参入する放送事業者はなく事実上最後の参入である。
- 1972年（昭和47年） 周波数の単位はc（サイクル）からHz（ヘルツ）に読み替えられた[9]。
- 1978年（昭和53年） 周波数の間隔が10kHzから9kHzとなった。
- 1982年（昭和57年） 「中波放送」として定義が現行のものとなった[10]。
- 1984年（昭和59年） 極東放送が廃局し、後身としてエフエム沖縄が開局。FM放送への転換の初の事例である。
- 1992年（平成4年）
  - 中波放送に関する送信の標準方式[11]が制定され、ステレオ放送の方式が規定された。
  - 在京・在阪の民放計5局がステレオ放送を開始した。
- 2014年（平成26年）
  - FM補完放送が制度化された[12]。
  - 北日本放送と南海放送のFM補完中継局が本放送を開始。本放送第一号となった。
- 2017年（平成29年） ギャップフィラーが中波放送に適用開始された[13]。
- 2021年（令和3年） 全国44のAMラジオ局が、2028年秋をめどにFM局への転換を目指すと発表[14]。
- 2024年（令和6年） 13のAMラジオ局が最長で約1年間、一部地域で停波する実証実験を実施（後述）[15]。

### FM放送への転換の動き
近年はネットメディアの台頭に伴い、民放ラジオ局は広告収入が減少しており、特に中波放送局はAM電波の特性上、送信施設に対する使用電力や土地の面積が大きく、施設の維持や更新に膨大な費用が掛かることで放送事業の継続に大きな負担となっていることから、2019年3月27日、日本民間放送連盟は既存の中波放送を2028年までに希望する局はFM放送に一本化できるよう、総務省が開催した有識者会議「放送事業の基盤強化に関する検討分科会（第4回）」で制度改正を要望した。
その後、北海道内のAMラジオ2局（HBCラジオ・STVラジオ）・ABS秋田放送を除く44局が2028年秋までに順次AM放送を停波または補完運用に変更し、FM局に転換することを2021年6月に発表した。
FM電波の特性上、送信アンテナや施設が小規模になり、低コストで済むメリットがある一方、送信範囲が狭くなるため、可聴エリア維持の為に多数の中継局を設置しなければならなかったり、今までAM放送で聴いていたリスナーのラジオ離れを引き起こしかねないデメリットもあるため、「簡単に転換出来る問題では無い」との指摘もある。実際にFM補完中継局の親局化構想に参加しなかった前述の3局は既存の放送エリアをほぼカバーするための設備投資に多額の費用を要することを理由として挙げている。
また、国土交通省は総務省の検討会の場で、路側通信に当たる「道路情報ラジオ」について、上記の民間放送事業者のFM転換により、中波放送の受信設備を積載する車両の減少が見込まれる事や豪雪災害などの災害時における情報提供に課題がある事などからFM放送帯域での通信事業への転換（FM路側通信システム）の検討を行っているとしている。
なお、NHKは放送法第15条において「あまねく日本全国において受信できるように（略）国内基幹放送を行う」ことが義務付けられているため、中波放送を継続するものの、ラジオ第2放送を2025年度に終了し、国内のラジオ放送事業を現行のラジオ第1放送とFM放送の2波への再編が検討されている。また、AFNは、在外米軍施設関係者への放送サービス提供という特性から、複数の米軍施設を有する東京と沖縄の中波放送は広域をカバー（沖縄はFMとのサイマル放送）、日本国内他地域では小出力の中波放送を継続している。

#### 実証実験
総務省は2023年8月、中波放送の停波を前にAMを一部地域で一時的に停止して影響を見極める「実証実験」を2024年2月1日より開始、全国の13社が参加することを発表した。
その5か月前である3月に「AM局の運用休止に係る特例措置に関する基本方針」を公表した。AMの休止にあたっては、FMの送信設備の整備やケーブルテレビ経由の再送信で「運用休止前の世帯・エリアカバー率が最大限維持できる」ことが前提としている。また、実証実験における一時停波で特例措置が適用された場合は、電波法における「正当な理由なく、無線局の運用を引き続き六月以上休止したときは総務相が免許を取り消せる」規定から免除される。
実証実験にあたり、13社が申し出を行い、2023年11月1日の免許更新ですべて認可された。その各局と取り組み方は以下の通り。
- AMは親局を残し、中継局は一部を休止 - IBC岩手放送、新潟放送、東海ラジオ放送[注釈 5][28]、南海放送、RKB毎日放送、九州朝日放送、長崎放送、熊本放送、南日本放送
- AMは親局を残し、中継局は全局を休止 - LuckyFM茨城放送、北陸放送、福井放送
- AMは親局を含めて、全局を休止 - 山口放送

このうち全局休止にいたる山口放送は一斉停波ではなく、2024年2月から7月にかけて時期をずらしながら行った。また、長崎放送はNBCラジオ佐賀があるが、この佐賀エリアでの休止に踏み切った。これは佐賀エリアではFM補完放送の開始で95%以上がカバーできているのに対し、長崎エリアではそのカバーが間に合っていないため、「長崎エリアでは停波せず、佐賀エリアでは停波を行う」としている。この他、北陸放送は、申請時は中継局の休止を2024年4月に予定していたが、2024年1月に能登半島地震が発生したことにより、被災地域へ災害情報提供のため、休止の時期を8月に延期。9月には能登半島豪雨の発生で、休止していた中継局の一部を一時的に運用再開していた。
2025年には第二期の実証実験として、以下の22社が申し出を行い、2025年12月1日から2026年にかけて実施する。
- AMは親局を残し、中継局は一部を休止 - IBC岩手放送、ラジオ福島、信越放送、静岡放送、CBCラジオ、東海ラジオ放送、京都放送、山陰放送、中国放送、西日本放送、長崎放送、熊本放送、大分放送、宮崎放送
- AMは親局を残し、中継局は全局を休止 - 新潟放送
- AMは親局を含めて、全局を休止 - 青森放送、栃木放送、LuckyFM茨城放送、山梨放送、福井放送、四国放送、南海放送

2023年時点でAM局の運用休止に係る特例措置の申請を行わなかったラジオ事業者は「FM補完中継局が未整備であり、実証実験の要件を満たさない」「トンネル内のラジオ再放送設備の未整備」「ワイドFM対応受信機（カーラジオを含む）の未普及」「番組スポンサー・広告会社への説明を行うには時期尚早」であることなどを不申請の主な理由に挙げている。

## 諸外国

### アメリカ
1920年春、ウェスティングハウス電気製造会社の技術者フランク・コンラッドが実験局8XK（中波1200kHz、100W）で放送実験したものが母体となり、同年11月2日に世界初の商業中波ラジオ局KDKAが誕生した。
アメリカでは、連邦通信委員会規則（FCC Rules and Regulations）97条（Part97）「Radio Broadcast Services」の中の、Subpart A「AM Broadcast Stations」が中波放送を規定している。